# كولا دي رينزو

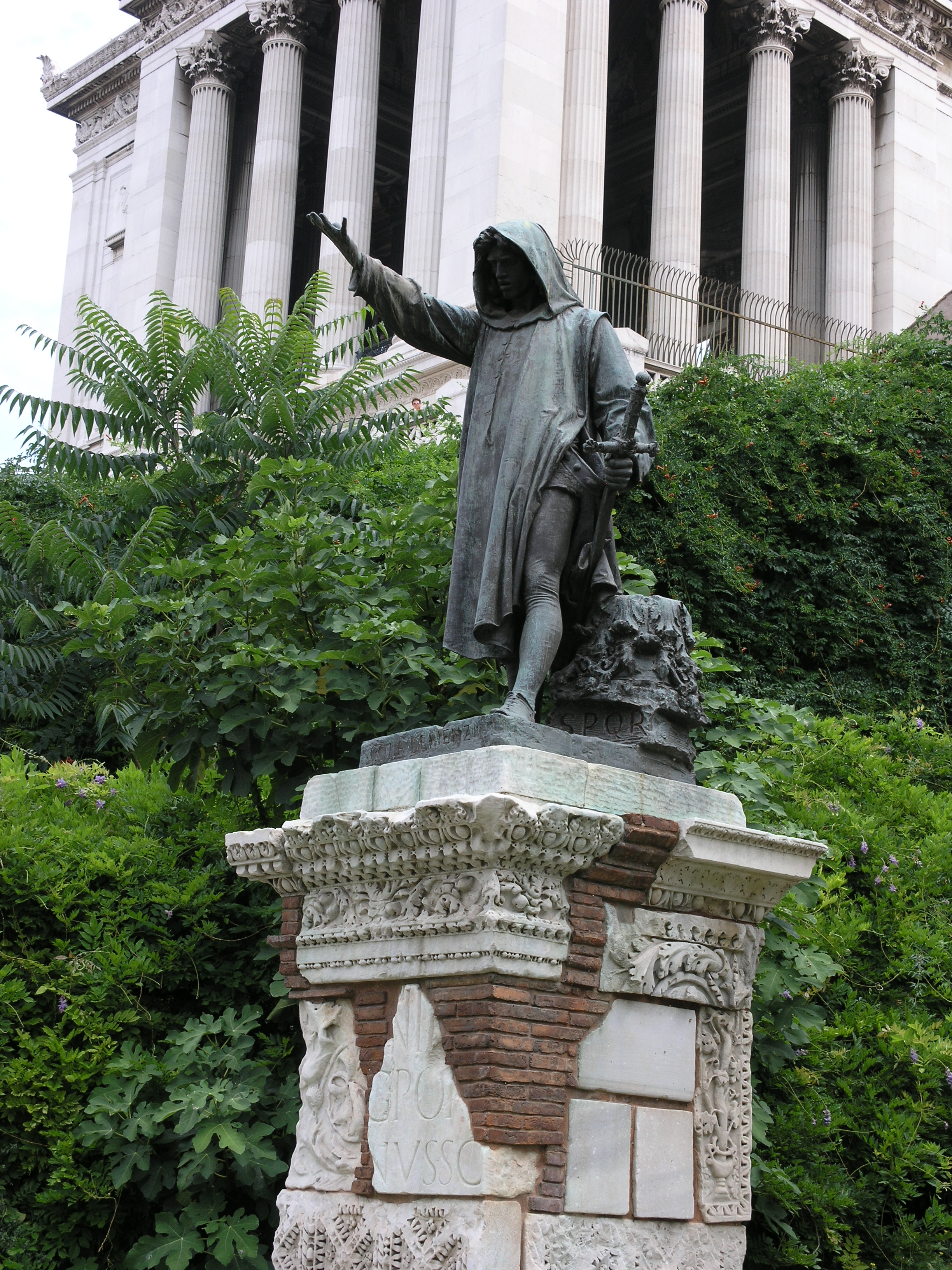
تمثال لكولا دي رينزو قرب هضبة كابيتولين.

كولا دي رينزو (تقريبًا 1313 - 1354 م) هو زعيم شعبي من رجالات روما وقادة الحركة الإنسانية.